# روشنایی

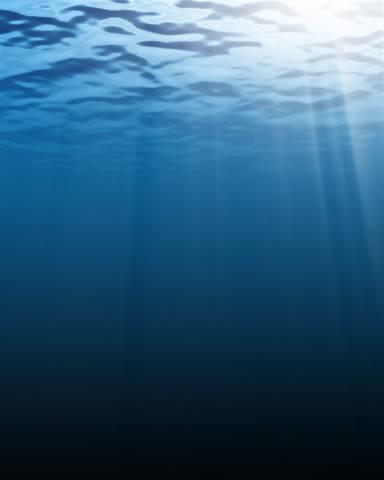
روشنایی در حال کاهش با افزایش ژرفا در زیر آب

روشنایی یکی از جنبه‌های بینایی است که در آن به نظر می‌رسد یک منبع در حال تابش یا بازتاب نور است. به بیان دیگر، روشنایی درک حاصل از درخشندگی یک هدف دیداری است. روشنایی صفت/ویژگی ذهنی شی‌ای است که دیده می‌شود.

## واژگان
پیش‌ترها از «روشنایی»∗ به عنوان هم‌معنی اصطلاح نورسنجیِ درخشندگی∗ و (به صورت نادرست) برای اصطلاح پرتوسنجی تابندگی∗ استفاده می‌شد اما مطابق FS-1037C از واژه‌نامهٔ فدرال اصطلاحات مخابراتی، هم‌اکنون باید از روشنایی تنها برای موارد غیر کمی در احساسات کاراندام‌شناختی و  ادراک نور استفاده کرد.
یک روشنایی مشخص، می‌تواند ادراک‌های متفاوتی از درخشش در شرایط مختلف ایجاد کند، مثلا در توهم سفید.
در فضای رنگ قرمز-سبز-آبی، روشنایی را می‌توان به صورت میانگین حسابی μ از مختصات قرمز، سبز و آبی در نظر گرفت (هرچند برخی از اجزایِ سبزِ نور باعث‌می‌شوند نور درخشان‌تر به نظر برسد، اما از سوی دیگر ممکن است این موضوع در سامانهٔ نمایشی به صورت خودکار جبران شود):
{\displaystyle \mu ={R+G+B \over 3}}
روشنایی همچنین در اچ‌اس‌بی یا فضای رنگ اچ‌اس‌وی (فام، خلوص و درخشش یا مقدار) یکی از مختصات رنگ است.
در ستاره‌ها، روشنایی به صورت قدر ظاهری و قدر مطلق کمیت‌یابی می‌شود.